# Злокућане (Клина)
Злокућане  (алб. Zllakuqan) је насеље у општини Клина, Косово и Метохија, Република Србија.

## Становништво
| Демографија | Демографија | Демографија |
| Година      | Становника  | Становника  |
| ----------- | ----------- | ----------- |
| 1948.       | 518         |             |
| 1953.       | 570         |             |
| 1961.       | 685         |             |
| 1971.       | 855         |             |
| 1981.       | 1.031       |             |
| 1991.       | 1.151       |             |